# Останній захисник Камелоту
Останній захисник Камелоту (англ. The Last Defender of Camelot) — другий сегмент 24-го епізоду 1-го сезону телевізійного серіалу «Сутінкова зона», центральною темою якого є взаємовідносини та пригоди персонажів середньовічної британської міфології в сучасній Великій Британії.

## Сюжет
Дія відбувається в Лондоні 1986 року. На початку епізоду на одній з центральних вулиць міста до все ще живого лицаря Ланселота підходять троє молодиків з метою провести його до феї Моргани. Ланселот спочатку вважає, що це звичайні вуличні хулігани, та починає відбиватися від них, однак згодом, довідавшись, чому саме вони до нього підійшли, наказує одному з них провести його до чарівниці. Юнак виконує наказ, після чого Ланселот опиняється в помешканні Моргани. Спочатку вона не дуже приязно сприймає його, оскільки у свій час між ними були досить суперечливі відносини, однак трохи згодом відправляє Ланселота до чарівника Мерліна, який має наміри відновити Камелот, для того, щоб вивести його зі стану багатолітнього трансу.
Після того, як Ланселот виводить Мерліна з трансу за допомогою магічного еліксиру, останній проводить його до кам'яного заслону, який слугує кордоном між світами. Саме тут Мерлін заявляє, що для поновлення його втрачених сил необхідно принести когось в жертву, після чого дружба між ним та Ланселотом перетворюється на відкриту боротьбу. Мерлін влаштовує поєдинок між Ланселотом та лицарем в білих латах, підконтрольним йому, однак Ланселот вбиває свого суперника. В цей час з'являється Моргана, щоб допомогти Ланселотові, однак Мерлін завдає їй смертельних травм за допомогою електричного розряду. Далі Мерлін тим самим методом намагається вбити і Ланселота, однак останньому вдається захиститися та навіть знешкодити чарівника. Після цього Мерлін, позбавлений останніх сил, вмирає, разом з ним вмирає й Моргана. Наприкінці епізоду Ланселот та юнак, що його супроводжує, бачать відновлений Камелот, дислокований неподалік їхнього місцезнаходження.

## Заключна оповідь
«Давним-давно, вже багато років, в одному королівстві панували міфи й таємниці. Це був чудовий примарний сон, мрія, що, яскраво спалахнувши, зникла, залишивши лише спогади та одного героя. В нього немає віку, він втомився, трохи змарнів, але все-таки довів, що мудрість та звитяга йдуть по землі рука об руку в царстві короля Артура Камелота і в зоні сутінків».

## Ролі виконують
- Річард Кайлі — сер Ланселот
- Дженні Аґуттер — фея Моргана
- Джон Кемерон Мітчел — Том
- Норман Ллойд — Мерлін
- Ентоні ЛаПаґліа — перший панк
- Дон Старк — другий панк

## Цікавий факт
Епізод не містить оповіді на початку.

## Релізи
Прем'єра епізоду відбулась у Великій Британії 11 квітня 1986.